# Yoni

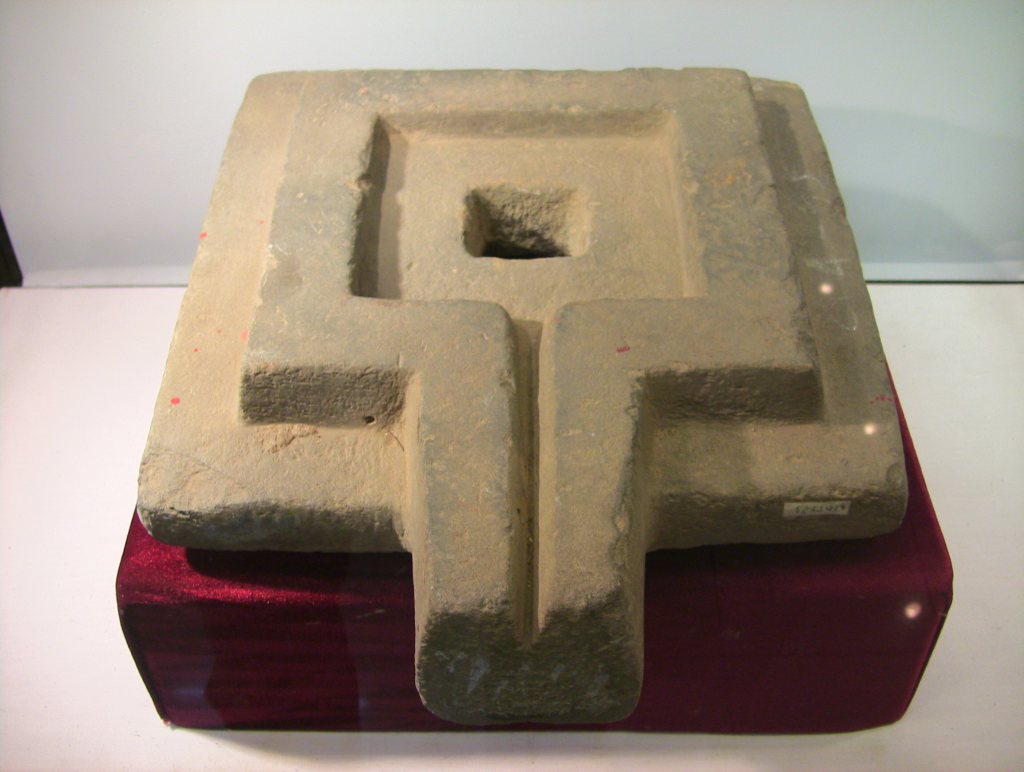
Steinerne Yoni aus Vietnam

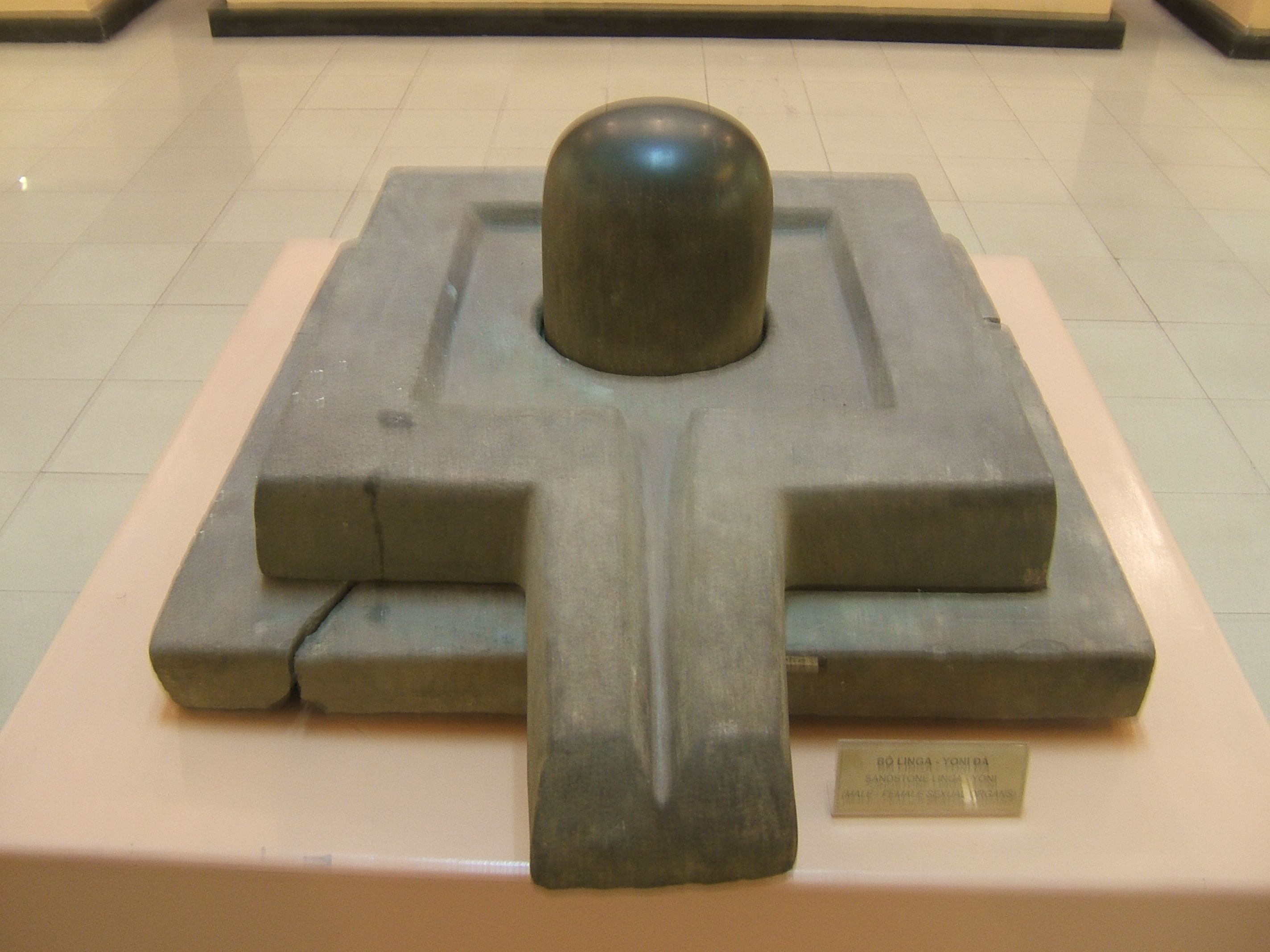
Lingam und Yoni aus Vietnam

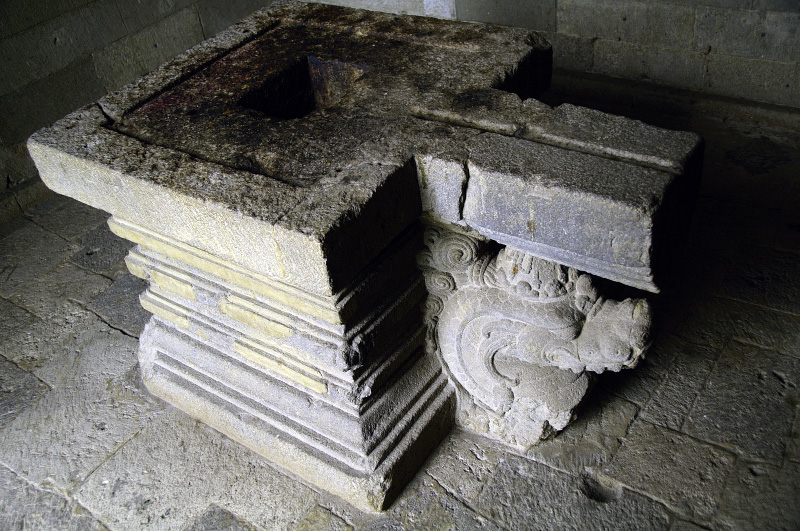
Yoni aus dem Jawi-Tempel, Ost-Java, Indonesien

Die Yoni (f., Sanskrit योनि yoni, wörtl.: Ursprung) ist der tantrische Begriff für die weiblichen Genitalien (Vulva, Vagina und Uterus) und wird auch im westlichen Neotantra verwendet. Darüber hinaus hat das Wort viele Bedeutungen, die allesamt auch sexuelle Implikationen haben: Quelle, Ursprung, Ruheplatz, Behältnis, Aufenthaltsort, Schlupfloch, Nest u. a.

## Geschichte
Lingam- und Yoni-ähnliche Darstellungen finden sich – wenn auch nur vereinzelt und nicht sehr prägnant – bereits in der Indus-Kultur (Harappa, Mohenjo-Daro). Eine angenommene Kontinuität zu den späteren hinduistischen Auffassungen und Darstellungen ist jedoch eher spekulativ. (vgl. auch: Mohenjo-Daro Siegel 420)

## Verbreitung
Lingam- und Yoni-Darstellungen sind in ganz Indien, in Nepal und in den vom Hinduismus beeinflussten Gebieten Südostasiens verbreitet.

## Funktion
Die Yoni dient als Sammelbecken und als Abflussrinne für Flüssigkeiten (Wasser, Kokos-Milch, Schmelzbutter), die als verehrende Opfergabe über dem Lingam ausgegossen werden. In älteren Tempeln wird die Abflussrinne durch ein Loch in der Tempelwand nach außen verlängert.

## Darstellungen
Die Yoni wird üblicherweise als runde oder viereckige horizontale Platte mit einer mittleren Vertiefung oder Einkerbungen am Rand sowie einer seitlichen Ausflusstülle gestaltet. In älteren Tempeln bildet diese Platte gleichzeitig einen Teil des Bodens des Tempelinnern; später wurden Yoni-Platte und Lingam durch einen Sockel erhöht. Lingam und Yoni werden zumeist gemeinsam dargestellt; Einzelfunde sind sehr selten und entsprechen normalerweise nicht dem ursprünglichen Zustand.

## Symbolik
Während die runde Form der Darstellung – verbunden mit dem ebenfalls runden Lingam – einer Kreisform nahekommt, die in vielen Kulturen mit der Unendlichkeit des Himmels, der Schöpfung und der Götterwelt in Verbindung gebracht wurde, ruft die viereckige Darstellungsweise der Yoni Assoziationen zur Begrenztheit der Erde bzw. des Irdischen wach. Die Vereinigung von quadratischer Yoni und rundem Lingam kann somit auch als Vereinigung bzw. Überwindung von gegensätzlichen Prinzipien (Erde – Himmel; Frau – Mann) aufgefasst werden.

## Bedeutung
Zusammen mit dem – oft als stilisierter Phallus interpretierten – Lingam ist die Yoni im Hinduismus, insbesondere im Shivaismus, ein Symbol für die göttliche schöpferische Energie. Die Verschmelzung von Shiva und seiner Shakti (siehe auch Devi), der weiblichen Energie, findet in der Darstellung von Lingam und Yoni ihren unmittelbaren mystischen und künstlerischen Ausdruck.